# Malcolm Barber
Malcolm Charles Barber (ur. 4 marca 1943) – brytyjski historyk mediewista.

## Życiorys
Zajmuje się głównie dziejami templariuszy, którym poświęcił książki The Trial of the Templars (1978) i The New Knighthood: A History of the Order of the Temple (1994). Redaktor czasopisma The Journal of Medieval History. Autor licznych artykułów poświęconych templariuszom, katarom, wyprawom krzyżowym i panowaniu Filipa IV Pięknego, króla Francji.

## Książki
- The Trial of the Templars (Cambridge, 1978)
  - czeskie tłumaczenie: Proces s templáři. Praha: Argo, 2008. 396 s. ISBN 978-80-257-0018-1.
- The Two Cities. Medieval Europe 1050-1320 (London, 1992)
- The New Knighthood. A History of the Order of the Temple (Cambridge, 1994)
- Crusaders and Heretics, Twelfth to Fourteenth Centuries. Collected Studies (Aldershot, 1995)
- The Cathars. Dualist Heretics in Languedoc in the High Middle Ages (London, 2000)

## Przekłady na język polski
- Katarzy, przeł. Robert Sudół, Warszawa: Państwowy Instytut Wydawniczy 2004 (seria Rodowody Cywilizacji).
- Templariusze, przeł. Robert Sudół, Warszawa: Państwowy Instytut Wydawniczy 1999 (seria Rodowody Cywilizacji).